# Морехон, Нэнси
Нэнси Морехо́н (исп. Nancy Morejón; 7 августа 1944, Гавана) — кубинская писательница, переводчик, педагог.

## Биография
Отец — выходец из Африки, мать — смешанного европейско-китайского происхождения. В 13 лет начала писать стихи, с пятнадцати преподавала английский, в семнадцать получила степень бакалавра, в восемнадцать выпустила первую поэтическую книгу. Преподавала французский, работала переводчиком. В 1966 окончила Гаванский университет, защитила диссертацию по творчеству Эме Сезера. В 1986—1993 руководила Центром карибских исследований в гаванском институте Casa de las Américas. Член Академии наук Кубы (с 1991), Кубинской академии языка (с 1999).

## Переводческая деятельность
Помимо активной работы в устном переводе с нескольких языков, переводила поэзию Элюара, поэтов Вест-Индии (Э.Пепен, Э.Глиссан и др.).

## Избранные публикации
- Mutismos. Habana: Ediciones El Puente, 1962
- Amor, ciudad atribuída, poemas. Habana: Ediciones El Puente, 1964
- Richard trajo su flauta y otros argumentos. Habana: Unión de Escritores y Artistas de Cuba, 1967
- Parajes de una época. Habana: Editorial Letras Caubanas, 1979
- Poemas. Mexico: Universidad Autónoma de México, 1980 (иллюстрации Вифредо Лама)
- Elogio de la danza. Mexico: La Universidad Nacional Autónoma de México, 1982
- Octubre imprescindible. Habana: Ediciones Unión, 1982
- Nación y mestizaje en Nicolás Guillén. Habana: Ediciones Unión, 1982 (эссе)
- Piedra pulida. Habana: Editorial Letras Cubanas, 1986
- Fundación de la imagen. Habana: Editorial Letras Cubanas, 1988 (эссе)
- Baladas para un sueño. Habana: ed. Unión, 1991
- Paisaje célebre. Caracas: Fundarte, Alcaldía de Caracas, 1993
- Elogio y paisaje. Habana: Ediciones Unión, 1996
- La quinta de los molinos. Habana: ed. Letras Cubanas, 2000
- Looking within: selected poems, 1954—2000 = Mirar adentro: poemas escogidos, 1954—2000. Detroit: Wayne State UP, 2003 (двуязычное издание)
- Entre leopardos. Matanzas: Ediciones Matanzas, 2006
- Antología poética (1962—2000). Caracas: Editorial Monteávila, 2006

## Премии
- Медаль «Алехо Карпентьер» (2021, Куба)[1].
- Кавалер орден «За заслуги» (Франция).
- Премия Рубена Мартинеса Вильены (1964)
- Национальная премия за эссеистику (1980)
- Премия Мирты Агирре (1983)
- Премия критики (1986, 1997, 2000)
- Национальная литературная премия (2001)
- Поэтическая премия Нью-Йоркского университета за совокупность творчества (2004)
- Премия Золотой венец (2006)
- Премия Рафаэля Альберти (2007)

## Признание
Стихи и эссе Морехон переведены на многие европейские языки, представлены практически во всех национальных и мировых антологиях кубинской лирики. Кавалер французского Ордена Заслуг.